# Catherine Safonoff
Pour les articles homonymes, voir Safonoff.
Catherine Safonoff, née en 1939 à Genève, est une écrivaine suisse.

## Biographie
Catherine Safonoff est née à Genève. Elle suit son premier mari, jeune médecin aux États-Unis. Elle écrit son premier roman dans la veine du Nouveau Roman, mais ne trouve pas d'éditeur pour ce livre. Après cet échec elle arrête d'écrire.
Après un intermède à Londres et un second mariage, elle revient en Suisse, où elle met au monde à peu de temps d'intervalle deux filles.
Elle reprend l'écriture et remporte avec son premier roman publié La part d’Esmé (1977) le prix Georges Nicole. Elle travaille ensuite comme critique littéraire pour le Journal de Genève et la Radio suisse romande. À côté, elle rédige des scénarios pour la télévision et adapte des romans au cinéma et le théâtre. Après une pause de sept ans, elle reprend l'écriture d'un roman, Retour, Retour (1984), distingué par un prix Schiller et avec lequel elle perce. Elle anime des ateliers d'écriture en prison. Ses récits sont empreints de scènes autobiographiques.

## Publications
- 1977 : La Part d'Esmé, roman. Éditions Bertil Galland, Vevey
- 1984 : Retour, retour, roman. Éditions Zoé, Genève
- 1993 : Comme avant Galilée, roman. Éditions Zoé, Genève
- 1996 : Le Pont aux Heures, roman. Éditions Zoé, Genève
- 1997 : La Part du fleuve. MiniZoé, Genève
- 2002 : Au nord du Capitaine, roman. Éditions Zoé, Genève
- 2003 : La Tête de ma femme et autres histoires. Éditions Zoé, Genève
- 2007 : Autour de ma mère, roman. Éditions Zoé, Genève
- 2012 : Le Mineur et le Canari, roman. Éditions Zoé, Genève[4]
- 2016 : La distance de fuite, roman. Éditions Zoé, Genève
- 2021 : Reconnaissances, Éditions Zoé, Genève
- 2024 : La Fortune, Éditions Zoé, Genève

## Récompenses et distinctions
- 1977 : Prix Georges Nicole pour La part d’Esmé
- 1984 : Prix Schiller de la Schweizerische Schillerstiftung (de) pour Retour, retour
- 1995 : Prix Pittard de l'Andelyn pour Comme avant Galilée
- 2007 : Prix quadriennal de la Ville de Genève pour l'ensemble de son œuvre
- 2007 : Prix Michel Dentan pour Autour de ma mère
- 2012 : Prix suisses de littérature pour Le mineur et le canari
- 2015 : Grand Prix C.-F. Ramuz pour l'ensemble de son œuvre

### Crédits de traduction
- (de) Cet article est partiellement ou en totalité issu de l’article de Wikipédia en allemand intitulé « Catherine Safonoff » (voir la liste des auteurs).